# تويوتا راش
تويوتا راش معروفة أيضا بDaihatsu Terios هي سيارة رياضية متعددة الاستخدامات، تم إصدارها لأول مرة في عام 1997م من قبل شركة تصنيع السيارات اليابانية دايهاتسو.

## وصلات خارجية
- الموقع الرسمي
 (Indonesia)

|  |  |